# Ruellia makoyana
Ruellia makoyana är en akantusväxtart som beskrevs av Hort. Makoy och Closon. Ruellia makoyana ingår i släktet Ruellia och familjen akantusväxter. Inga underarter finns listade i Catalogue of Life.

## Bildgalleri

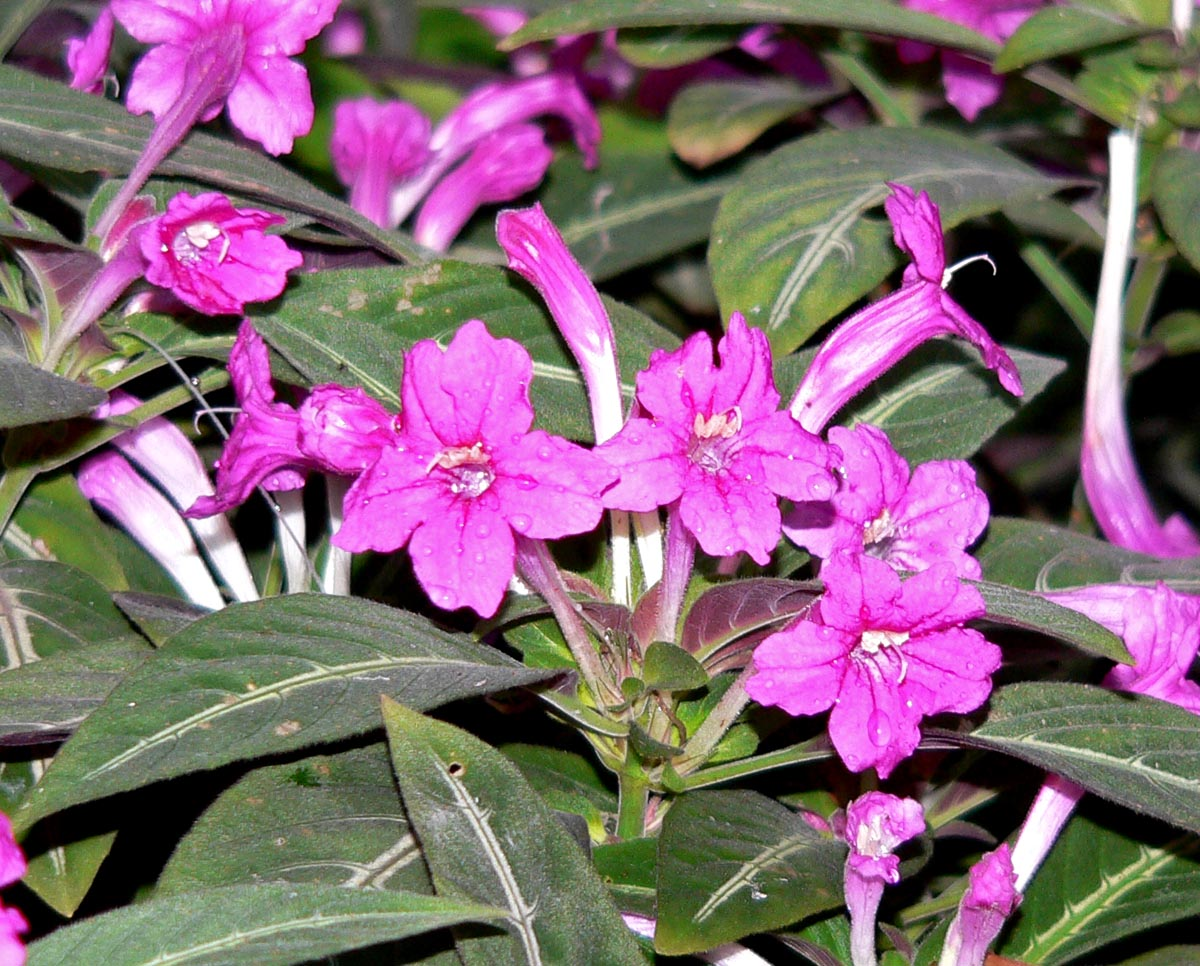